# Путь к дому тёти
«Путь к дому тёти» (телугу అత్తారింటికి దారేది, Attarintiki Daredi) — индийский фильм режиссёра Тривикрама Шриниваса на языке телугу, вышедший в прокат 27 сентября 2013 года.
По сюжету внук миллионера устраивается в дом своей тёти водителем, чтобы помирить её с отцом, а также заводит роман со своей кузиной. Главные роли исполнили Паван Кальян, Саманта Рут Прабху и Надия.
Фильм собрал в прокате более 1.8 миллиарда рупий, став самым кассовым фильмом на телугу и побил предыдущий рекорд по сборам, установленный фильмом «Великий воин». Он также получил Filmfare Awards South и несколько других кинопремий в категории «Лучший фильм». Был переснят на каннада под названием Ranna с Судипом и Рачитой Рам и на бенгальском под названием Abhimaan с Джитом и Саянтикой Банерджи и на тамильском Vantha Rajavathaan Varuven с Силамбарасаном и Мегхой Акаш.

## Сюжет
Гаутам Нанда сказочно богат и способен выстоять в драке с шестью наёмниками. Он живёт в Милане вместе с отцом Хари и дедом Рагху. Накануне своего юбилея Рагху Нанда высказал желание примириться со своей дочерью Сунандой, ушедшей из дома после того, как он отказался принять бедного адвоката в качестве её мужа. Гаутам взялся выполнить желание деда и отправился в Хайдарабад, где жила его тётя.
В аэропорту он столкнулся с её мужем и поехал вслед за ним. Когда у того случился инсульт, Гаутам отвёз его в больницу. Прибывшей туда Сунанде он представился Сиддхартом и сказал, что занимается извозом. Люди Гаутама подкупили водителя Сунанды, чтобы он уволился, и его место досталось Гаутаму. Он сразу нашёл общий язык с одной из своих кузин, Прамилой, зато с другой, Саши, у него постоянно возникали ссоры. Когда отель Сунанды хотели отобрать в качестве оплаты долга, Гаутам вмешался и заставил кредитора извиниться и дать отсрочку. Затем он вернул Прамилу, когда её увел какой-то парень. После этого Сунанда призналась, что почти сразу узнала в нём своего племянника, но возвращаться к отцу отказалась.
Тогда ассистент предложил Гаутаму признаться в любви своей кузине, чтобы та влюбилась в него и улетела вместе с ним в Италию, а тётя последовала бы за ними. Гаутам направился к Прамиле и застал её в тот момент, когда она пыталась покончить с собой. Девушка призналась, что уже три года влюблена в парня, который пытался увести её ранее. Они собирались сбежать и пожениться, а теперь его женят через два дня. Гаутам, выслушав её, пообещал привезти её возлюбленного на следующий день. Однако вслед за парнем явился отец невесты Сидаппа со своими людьми. Сунанде и её мужу удалось их успокоить, но в обмен они пообещали, что другая их дочь, Саши, выйдет за старшего сына Сидаппы. Гаутама же дядя уволил за самоуправство.
Перед тем, как он должен был покинуть дом, Саши призналась ему, что всё это время придиралась к нему, поскольку он понравился ей с первой их встречи. Гаутам устроился на работу к родственнику Сидаппы, приехавшему организовать свадьбу. Но Сунанда, испугавшись, что он расстроит свадьбу, приказала ему уходить и не возвращаться. Гаутам ушёл, а вслед за ним в день свадьбы сбежала Саши. Вместе они отправились на вокзал, чтобы уехать на поезде, а семья Саши приехала за ней, чтобы вернуть её домой. Отец Саши, возмущённый, что его дочь посмел увести какой-то водитель, в гневе начал угрожать ему пистолетом.

## В ролях
- Паван Кальян — Гаутам Нанда / Сиддхарт «Сидду»
- Саманта Рут Прабху — Саши, кузина Гаутама
- Надия[англ.] — Сунанда Шекхар, тётя Гаутама
- Боман Ирани — Рагху Нанда, дед Гаутама
- Мукеш Риши — Хари Нанда, отец Гаутама
- М. С. Нараяна — Балу, помощник Гаутама
- Рао Рамеш[англ.] — Шекхар, муж Сунанды
- Пранита Субхаш[англ.] — Прамила, сестра Саши
- Али[англ.] — Падду, медбрат
- Рагху Бабу[англ.] — Мурти, управляющий
- Брахманандам[англ.] — Бхаскар, родственник Сидаппы
- Шриниваса Редди[англ.] — ассистент Бхаскара
- Кота Шриниваса Рао[англ.] — Сидаппа Найду
- Рави Пракаш[англ.] — старший сын Сиддапы
- Посани Кришна Мурали[англ.] — Раджа Ратнам, кредитор
- Прагати[англ.] — Пуджа Нанда, мать Гаутама
- Хема[англ.] — невестка Шекхара
- Брахмаджи[англ.] — брат Шекхара
- Навика Котия[англ.] — младшая дочь Сунанды
- Вамси Кришна[англ.] — Правин Налла, бизнес-конкурент семьи Нанда
- Хамса Нандини[англ.] — девушка в песне «Its Time To Party»
- Деви Шри Прасад[англ.] — камео в песне «Ninnu Chudagane»
- Ахути Прасад — отец жениха

## Саундтрек
| №                   | Название            | Текст песни                               | Исполнители                            | Длительность |
| ------------------- | ------------------- | ----------------------------------------- | -------------------------------------- | ------------ |
| 1.                  | «Aaradugula Bullet» | Шри Мани                                  | Виджай Пракаш, М. Л. Р. Картикейян     | 4:42         |
| 2.                  | «Ninnu Chudagane»   | Деви Шри Прасад                           | Деви Шри Прасад                        | 5:27         |
| 3.                  | «Deva Devam»        | Таллапака Аннамачария, Рамаджогайя Шастри | Палгат Шрирам, М. С. Суббулакшми, Рита | 1:42         |
| 4.                  | «Bapu Gari Bommo»   | Рамаджогайя Шастри                        | Шанкар Махадеван                       | 4:38         |
| 5.                  | «Kirraaku»          | Рамаджогайя Шастри                        | Нарендра, Давид Симон                  | 3:56         |
| 6.                  | «Its Time to Party» | Рамаджогайя Шастри                        | Давид Симон, Малгуди Субха             | 4:28         |
| 7.                  | «Kaatama Rayuda»    | Самудрала Рагхавачарья                    | Паван Кальян                           | 1:11         |
| Общая длительность: | Общая длительность: | Общая длительность:                       | Общая длительность:                    | 26:04        |

## Награды
| Награды          | Награды                        | Награды                           | Награды                        | Награды     | Награды |
| Дата             | Награда                        | Категория                         | Лауреат                        | Ссылки      |         |
| ---------------- | ------------------------------ | --------------------------------- | ------------------------------ | ----------- | ------- |
| 8 июля 2014      | Filmfare Awards South (Телугу) | Лучший фильм                      |                                | [ 3 ]       |         |
| 8 июля 2014      | Filmfare Awards South (Телугу) | Лучший режиссёр                   | Тривикрам Шринивас             | [ 3 ]       |         |
| 8 июля 2014      | Filmfare Awards South (Телугу) | Лучшая музыка к песне             | Деви Шри Прасад                | [ 3 ]       |         |
| 8 июля 2014      | Filmfare Awards South (Телугу) | Лучшие стихи к песне              | Шри Мани («Aardugula Bulletu») | [ 3 ]       |         |
| 15 сентября 2014 | SIIMA Awards (Телугу)          | Лучший фильм                      |                                | [ 4 ] [ 5 ] |         |
| 15 сентября 2014 | SIIMA Awards (Телугу)          | Лучший режиссёр                   | Тривикрам Шринивас             | [ 4 ] [ 5 ] |         |
| 15 сентября 2014 | SIIMA Awards (Телугу)          | Лучшая женская роль               | Саманта Рут Прабху             | [ 4 ] [ 5 ] |         |
| 15 сентября 2014 | SIIMA Awards (Телугу)          | Лучшая музыка к песням            | Деви Шри Прасад                | [ 4 ] [ 5 ] |         |
| 15 сентября 2014 | SIIMA Awards (Телугу)          | Лучшая работа оператора           | Прасад Мурелла                 | [ 4 ] [ 5 ] |         |
| 15 сентября 2014 | SIIMA Awards (Телугу)          | Лучшая постановка боевых сцен     | Питер Хейн                     | [ 4 ] [ 5 ] |         |
| 2 марта 2017     | Nandi Awards                   | Лучший развлекательный фильм      |                                | [ 6 ] [ 7 ] |         |
| 2 марта 2017     | Nandi Awards                   | Лучшая женская роль второго плана | Надия                          | [ 6 ] [ 7 ] |         |
| 2 марта 2017     | Nandi Awards                   | Лучшая музыка к песням            | Деви Шри Прасад                | [ 6 ] [ 7 ] |         |
| 2 марта 2017     | Nandi Awards                   | Лучшие диалоги                    | Тривикрам Шринивас             | [ 6 ] [ 7 ] |         |